# Padang (Merapi Selatan)
Padang is een bestuurslaag in het regentschap Lahat van de provincie Zuid-Sumatra, Indonesië. Padang telt 1030 inwoners (volkstelling 2010).